# Canal Saint-Georges (Papouasie-Nouvelle-Guinée)
Pour les articles homonymes, voir Canal Saint-Georges.

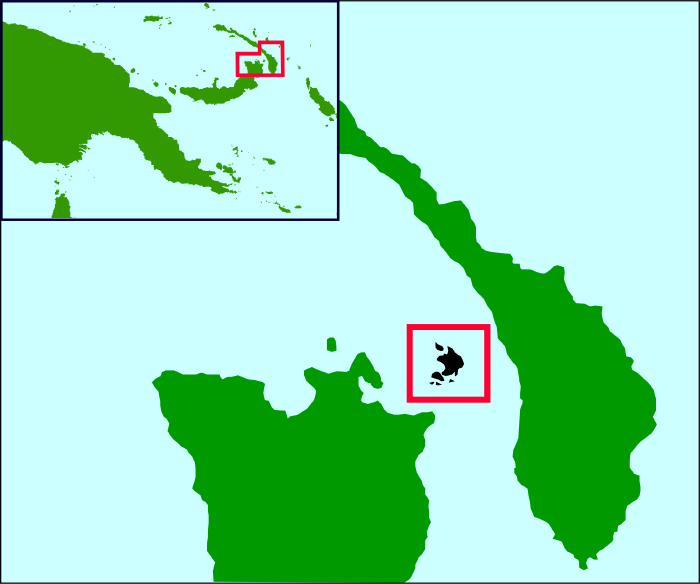
Carte de localisation pour Duke of York Islands, Papouasie-Nouvelle-Guinée

Le Canal Saint-Georges (en anglais Saint George's Channel) est un détroit de l'archipel Bismarck, qui sépare la Nouvelle-Irlande de la Nouvelle-Bretagne. Il est nommé ainsi par analogie avec le Canal Saint-Georges qui sépare la Grande-Bretagne de l'Irlande.
William Dampier découvre ce canal qu'il prend pour une baie, et qu'il baptise Baie de Saint-Georges, mais c'est l'explorateur anglais Philip Carteret qui le franchit le premier, lors de son tour du monde (1766-1769) et lui donne son nom de Canal Saint-George.

## Sources
- Louis Antoine de Bougainville, Voyage autour du monde sur Google Livres, p. 266